# Leiro
Leiro es un municipio español perteneciente a la provincia de Orense y la comarca del Ribeiro, en la   comunidad autónoma de Galicia. Se ubica en la rivera del río Avia.

## Geografía
La Comarca del Ribeiro se encuentra entre las sierras del Faro y Suido, donde confluyen los valles del Miño, Avia, Arnoia y Barbantiño. Se define entre una serie de valles y superficies que contrastan con las altas tierras circundantes de alrededor de 312 km², de los cuales dedica 3000 hectáreas al viñedo. 
Rodeado de relieves montañosos y resguardado de la influencia oceánica, el cultivo de la vid es la característica dominante del paisaje, ocupando casi la totalidad de las laderas y hondanadas en los terrenos de Ribadavia, Castrelo de Miño, Cenlle, Beade, Leiro y Carballeda, así como las pendientes mejor orientadas y soleadas de los municipios limítrofes. 
Tierra regada por una densa red fluvial, con un microclima seco y cálido, pero con humedad durante el período invernal.

## Geografía humana

### Demografía
Cuenta con una población de 1481 habitantes (INE 2024).
| Gráfica de evolución demográfica de Leiro entre 1842 y 2021                                                           |
| |
| Población de derecho según los censos de población del INE. Población de hecho según los censos de población del INE. |

### Organización territorial
El municipio está formado por treinta y ocho entidades de población distribuidas en nueve parroquias:
- Berán (San Verísimo)[5]
- Gomariz (Santa María)
- Lamas (Santa María)
- Lebosende (San Miguel)
- Leiro (San Pedro)
- Orega (San Juan)[6]
- San Clodio (Santa María)
- Serantes (Santo Tomé)[7][8]
- Vieite[3] (San Adrián)[9]

### Economía
- Cultivo predominante de la vid.
- En su término municipal se encuentra el Monasterio de San Clodio, hoy dedicado al alojamiento y a la restauración.

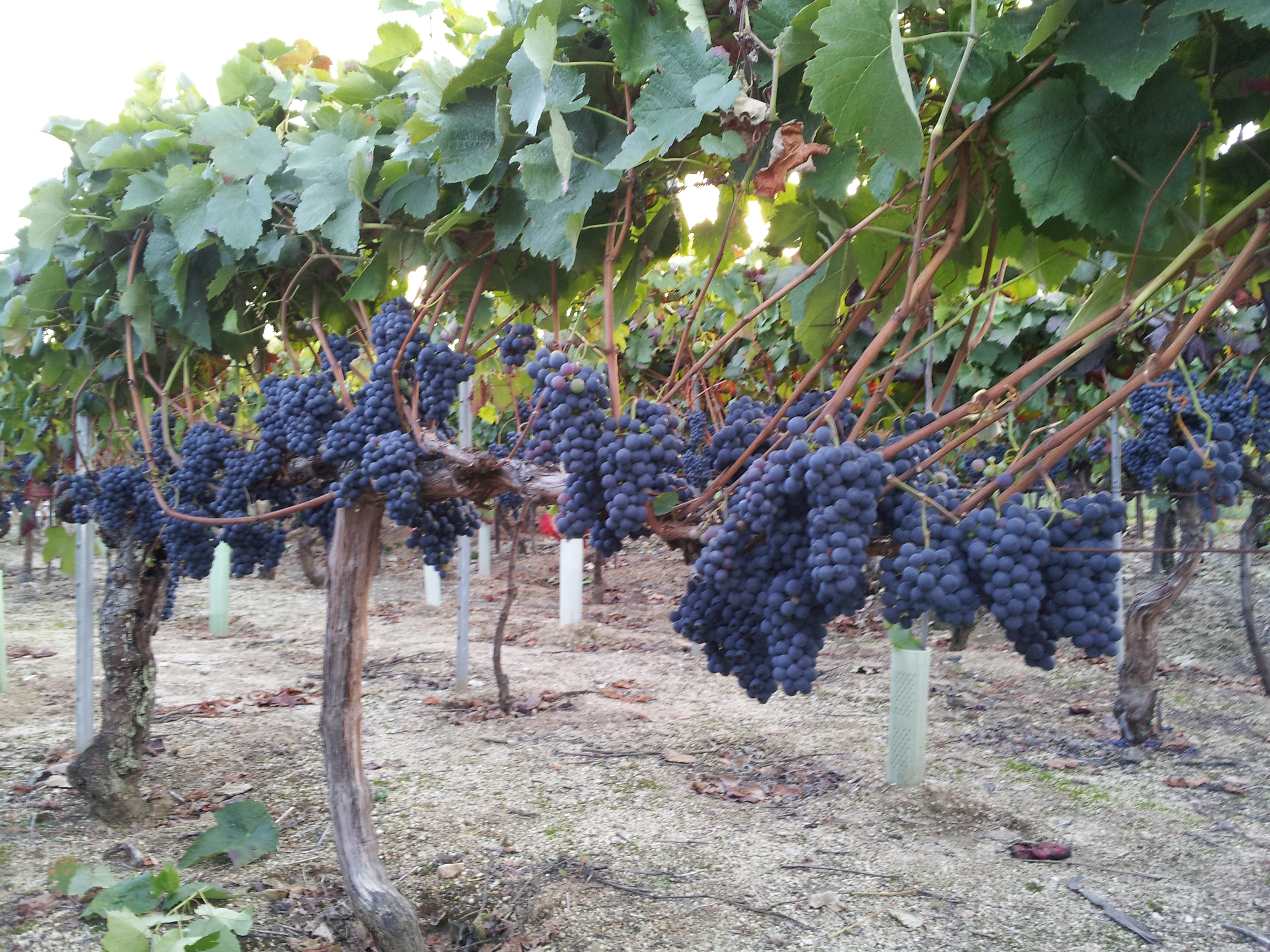
viña en (O ribeiro) Berán Leiro Ourense.

## Festividades
- Leiro: fiestas de San Pedro y de la Vendimia.
- Berán: fiestas de Santa Margarida (19, 20, 21 de julio), Fiesta del licor café (septiembre) y de San Roque (agosto).
- San Clodio: fiesta de la Santa Cruz.
- Gomariz: fiesta de Santa Mariña (18, 19 de julio). Fiesta de Santa Rita (22 de mayo)
- Vieite: fiesta de Santa Helena.